# Ajdovska deklica iz Crngroba
Ajdovska deklica iz Crngroba je slovenska bajeslovna junakinja, povezana z nastankom cerkve Marijinega oznanjenja v Crngrobu pri Škofji Loki. Legenda o njej je ena najbolj znanih od številnih zgodb o ajdih.

## Legenda
Legenda pripoveduje, da je crngrobških gozdovih je nekoč živela ajdovska deklica (velikanka). Bila je pastirica. Ob je Selščici pasla svojo čredo ovc, ki se je iz dneva v dan množila. Pila je vodo iz Save. Ničesar ji ni manjkalo. Nekega dne je loški glavar svojim tlačanom zapovedal, naj v Crngrobu zgradijo veliko cerkev. Tlačani so trdo delali, vendar za ošabnega glavarja cerkev ni bila dovolj velika. Tako so gradili še naprej, a še vedno ni bilo dovolj. Bili so popolnoma izmučeni. Ajdovski deklici so se tlačani zasmilili in začela jim je pomagati. V svojem predpasniku jim je prinašala ogromne skale. V velikem škafu je iz Save zajemala vodo, s katero so mešali malto. Cerkev je bila kmalu zgrajena. Pri delu je bila ajdovska deklica tako pridna, da se je prehladila, zbolela in umrla. Tlačani so bili zelo hvaležni za njeno pomoč. Pokopali so jo v crngrobških gozdovih, še prej pa od nje vzeli eno rebro in ga v spomin nanjo obesili v novi cerkvi. Po ljudskem izročilu iz rebra ajdovske deklice vsako leto kapne kapljica krvi. Ko bo padla zadnja, bo prišel sodni dan.

## Rebro ajdovske deklice
Na robu Sorškega polja pod Križko goro še zdaj stoji cerkev Marijinega oznanjenja v Crngrobu. V najstarejšem delu cerkve iz 13. stoletja na steni visi veliko rebro. Po legendi naj bi bilo rebro Ajdovske deklice. V resnici gre za kitovo rebro.Okoliški prebivalci so se v te kraje preselili iz današnje Nemčije. Še dolgo po naselitvi so romali v domače kraje. Med drugim tudi v Köln, od kjer so v spomin prinesli kitovo rebro, ki je bilo tam najdeno, v Crngrob. V cerkvi je rebro obešeno že več kot 500 let.